# Fabian Hosch
Fabian Hosch (* 7. Juli 2003) ist ein deutscher Volleyballspieler.

## Karriere
Hosch spielte von 2019 bis 2022 bei den Volley YoungStars Friedrichshafen, dem Nachwuchs des VfB Friedrichshafen, in der 2. Bundesliga Süd. Anschließend wechselte der Zuspieler zum Ligakonkurrenten FT 1844 Freiburg. Mit den Freiburgern schaffte er in der Saison 2022/23 den Aufstieg in die Bundesliga, bei denen er auch in der Saison 2025/26 spielt.
Im Mai 2025 wurde Hosch erstmals für die A-Nationalmannschaft nominiert. Er kam im Freundschaftsspiel zwischen Deutschland und Italien zu seinem Debüt.

## Privates
Fabian Hosch ist der jüngere Bruder von Tobias Hosch, der ebenfalls Volleyball spielt.